# Élisabeth Fedele
Élisabeth Fedele (ur. 11 stycznia 1994 w Libreville) – francuska siatkarka, reprezentantka kraju, grająca na pozycji przyjmującej. Od sezonu 2019/2020 występuje w drużynie Pays d'Aix Venelles.

## Sukcesy klubowe
Puchar Francji:
- 2015

Mistrzostwo Francji:
- 2015